# Списак немачких дивизија у Другом светском рату
Ово је списак немачких копнених дивизија у Другом светском рату. 
Реорганизације и попуњавања приказана су само онда када је услед тога дошло до промена имена дивизије. Остале промене објашњене су у посебним чланцима. Нису приказане предратне промене нити промене које су обухватале јединице мање од дивизије. 

## Армија

### Оклопне дивизије
видети такође Панцер дивизије

#### Оклопне дивизије по бројевима
- 1. оклопна дивизија
- 2. оклопна дивизија
- 3. оклопна дивизија
- 4. оклопна дивизија
- 5. оклопна дивизија
- 6. оклопна дивизија (некадашња 1. лака дивизија)
- 7. оклопна дивизија (некадашња 2. лака дивизија)
- 8. оклопна дивизија (некадашња 3. лака дивизија)
- 9. оклопна дивизија (некадашња 4. лака дивизија)
- 10. оклопна дивизија
- 11. оклопна дивизија
- 12. оклопна дивизија (некадашња 2. моторизована пешадијска дивизија)
- 13. оклопна дивизија (некадашња 13. пешадијска дивизија, 13. моторизована пешадијска дивизија; касније Оклопна дивизија „Фелдхернал“ 2)
- 14. оклопна дивизија (некадашња 4. пешадијска дивизија)
- 15. оклопна дивизија (некадашња 33. пешадијска дивизија; касније 15. оклопно-гренадирска дивизија)
- 16. оклопна дивизија (некадашња 16. пешадијска дивизија)
- 17. оклопна дивизија (некадашња 27. пешадијска дивизија)
- 18. оклопна дивизија (касније 18. артиљеријска дивизија)
- 19. оклопна дивизија (некадашња 19. пешадијска дивизија)
- 20. оклопна дивизија
- 21. оклопна дивизија (некадашња 5. лака дивизија)
- 22. оклопна дивизија
- 23. оклопна дивизија
- 24. оклопна дивизија (некадашња 1. коњичка дивизија)
- 25. оклопна дивизија
- 26. оклопна дивизија (некадашња 23. пешадијска дивизија)
- 27. оклопна дивизија
- 116. оклопна дивизија „Виндхунд“ (некадашња 16. пешадијска дивизија, 16. моторизована пешадијска дивизија и 16. оклопно-гренадирска дивизија)
- 115. резервна оклопна дивизија (некадашња дивизија бр. 155, дивизија бр. 155 (мот.), Оклопна дивизија бр. 155)
- Оклопна дивизија бр. 178 (Некадашња дивизија бр. 178)
- 179. резервна оклопна дивизија (некадашња дивизија бр. 179, дивизија бр. 179 (мот.) и оклопна дивизија бр. 179)
- 232. оклопна дивизија (некадашња оклопна дивизија „Татра“, оклопна наставна дивизија „Татра")
- 232. резервна оклопна дивизија (некадашња дивизија бр. 233, оклопно-гренадирска дивизија бр. 233 и оклопна дивизија бр. 233; касније оклопна дивизија „Клаусевиц")
- 273. резервна оклопна дивизија

#### Оклопне дивизије по имену
- Оклопна дивизија Клаусевиц (претходно Дивизија број 233 (мот.), Оклопнагранадирска дивизија број 233, Оклопна дивизија број 233, Резервна оклопна дивизија 233)
- Оклопна дивизија Фелдхернхал 1 (претходно 60. пешадијска дивизија, 60. моторизовано пешадијска дивизија и Оклопногранадирска дивизија Фелдхернхал)
- Оклопна дивизија Фелдхернхал 2 (претходно 13. пешадијска дивизија, 13. моторизовано пешадијска дивизија и 13. Оклопна дивизија)
- Оклопна дивизија „Јитеборг“
- Оклопна дивизија „Кампф“ (делом Хер делом Вафен-СС)
- Оклопна дивизија „Курмарк“
- Наставна оклопна дивизија „Панцер лер“ (понекад се означава и као 130. оклопна дивизија)
- Оклопна дивизија „Минхеберг“
- Оклопна дивизија „Татра“ (касније наставна оклопна дивизија „Татра“, 232. оклопна дивизија)

### Лаке дивизије
Ознака „лака“ (leichte) је имала различита значења у немачкој армији током Другог светског рата. Постојало је укупно 5 лаких дивизија: прве четири су биле предратне моторизоване формације организоване на принципу моторизоване коњице, а пета је представљала "ad hoc" групу моторизованих јединица на брзину послатих у Африку како би се спасили италијански савезници. Од ових јединица је, по доласку северну Африку, формирана пета лака дивизија. Свих пет лаких дивизија су временом претворене у класичне оклопне дивизије. 
- 1. лака дивизија (касније претворена у 6. оклопну дивизију)
- 2. лака дивизија (касније претворена у 7. оклопну дивизију)
- 3. лака дивизија (касније претворена у 8. оклопну дивизију)
- 4. лака дивизија (касније претворена у 9. оклопну дивизију)
- 5. лака дивизија „Африка“ (касније претворена у 21. оклопну дивизију)

Многе друге дивизије које су такође из разних разлога носиле ознаку „лака“ наведене су међу пешадијским дивизијама

### Пешадијске дизије у серијама

#### Типови дивизија у серијама
Немачке пешадијске дивизије имале су различите ознаке и специјалности, без обзира на чињеницу да су припадале истој серији. Међу пешадијским дивизијама унутар једне серије често су се налазиле дивизије следећих специјалности:
Тврђава (Festung)Дивизије нестандарне организације које су коришћене за гарнизонске дужности на локацијама од изузетног стратешког значаја. Мање од стандарних немачких дивизија оне су често биле сачињене само од 2-3 батаљона.
GrenadierПочасни назив коришћен у циљу подизања морала означавао је дивизије које су по бројности биле слабије од стандардних пешадијских дивизија (имале су мање пешадије али је она била мобилнија и боље наоружана).
Ловачка, JägerДелимично моторизована дивизија, (опремљена коњским запрегама или моторним возилима), бројно слабија од обичних пешадијских дивизија. Неке од ових дивизија биле су у основи идентичне брдским дивизијама због чега су понекад носиле ознаку Gebirgsjäger ("брдска лака пешадија") дивизије.
- Овај опис не може се применити и на „лаке“ дивизије у Африци (5. 90, 164 и 999), као ни на пет „лаких“ моторизованих дивизија наведених у једном од претходних поглавља.

Моторизована пешадијаМање по величини од стандардних пешадијских дивизија, али у потпуности моторизоване.
Дивизија број (Nummer)Нека врста дивизионе основе која је имала свој број (Nummer) и штаб али са делимичним или никаквим борбеним капацитетима. Ове дивизије су на почетку свог постојања биле без типизације у свом имену (нпр. Дивизија бр. 179) али су временом неке од њих добиле ознаку специјалности (нпр. Оклопна дивизија бр. 179).
Оклопно-гренадирскаСлично као и моторизована, али са више самоходних оруђа и са придодатим батаљоном тенкова или јуришних топова.
Статичка (bodenständige)Дивизија са изузетно малим транспортним капацитетима, понекад недовољним за покрете сопствене артиљерије. Многе од ових дивизија су биле десетковане на Источном фронту због чега су послате на запад где су до реорганизације, обављале гарнизонске дужности на Атлантском бедему.
Фолкс-гренадирскеДивизије настале реорганизацијом у завршној фази Другог светског рата. Биле су мање по величини од стандардних пешадијских дивизија али су биле боље опремљене наоружањем краткот домета. Обично се радиоло о пешадијским дивизијама које су уништене или десетковане, па су биле поново формиране или реорганизоване као Фолкс-гренадирске. Пред крај рата, након што је Адолф Хитлер објавио општу мобилизацију, многе нове дивизије формиране су као фолкс-гренадирске. Њихова борбена вредност била је слична борбеној вредности јединица као што су јединице Америчке националне гарде.
zbVAd hoc дивизија формирана за обављање специјалних задатака нпр. (Дивизија zbV „Африка“)
Претходно наведена смањења у величини дивизија обично су износила једну трећину људства. Ове дивизије имале су један пешадијски пук мање, или је сваки пешадијски пук био ослабљен за један пешадијски батаљон. 
Пешадијске дивизије формиране су у таласима, односно групама дивизија са истом организацијом и опремом. Групе дивизија које су касније формиране (дивизије са већим бројем у свом називу) најчешће су имале лошији квалитет људства па самим тим и мању борбену вредност.

#### Дивизије по бројевима
- 1. пешадијска дивизија
- 2. моторизована пешадијска дивизија (касније 12. оклопна дивизија )
- 3. моторизована пешадијска дивизија (касније 3. оклопногренадирска дивизија)
- 4. пешадијска дивизија (касније 14. оклопна дивизија)
- 6. Пешадијска дивизија (касније 5. Лака пешадијска дивизија, 5. Ловачка дивизија)
  - Нема везе са 5. Лаком дивизијом.
- 6. Пешадијска дивизија (касније6. Гранадирска дивизија, 6. фолкс-гренадирска дивизија)
- 7. Пешадијска дивизија
- 8. Пешадијска дивизија (касније 8. Лака пешадијска дивизија, 8. Ловачка дивизија)
- 9. пешадијска дивизија (касније 9. фолкс-гренадирска дивизија)
- 10. Пешадијска дивизија (касније 10. Моторизована пешадијска дивизија , 10. оклопно-гренадирска дивизија)
- 11. Пешадијска дивизија
- 12. Пешадијска дивизија (касније 12. фолкс-гренадирска дивизија)
- 13. Моторизована пешадијска дивизија (касније13. Оклопна дивизија, Оклопна дивизија Фелдхернхал 2)
- 14. Пешадијска дивизија (касније 14. моторизована пешадијска дивизија, а затим поново 14. пешадијска дивизија
- 14. Луфтвафе пешадијска дивизија
  - Ова јединица је првобитно била у саставу Луфтвафе као 14. Луфтвафе пољска дивизија.
- 15. Пешадијска дивизија
- 15. оклопно-гренадирска дивизија (некадашња 33. пешадијска дивизија, 15. оклопна дивизија
  - Нема никакве везе са 15. пешадијском дивизијом.
- 16. Пешадијска дивизија (касније подељена на)
  - 16. оклопну дивизију, и
  - 16. моторизовану пешадијску дивизију (касније 16. оклопно-гренадирска дивизија, 116. оклопна дивизија)
- 16. Луфтвафе пешадијска дивизија (касније 16. фолкс-гренадирска дивизија) 
  - Ова јединица је првобитно била у саставу Луфтвафе као 16. Луфтвафе пољска дивизија.
- 17. Пешадијска дивизија
- 18. Пешадијска дивизија (касније 18. моторизована дивизија, 18. оклопно-гренадирска дивизија)
- 18. фолкс-гренадирска дивизија
  - Нема везе са 18. пешадијском дивизијом.
- 19. Пешадијска дивизија (касније 19. оклопна дивизија)
- 19. гренадирска дивизија (касније 19. фолкс-гренадирска дивизија)
  - Ова јединица је првобитно била у саставу Луфтвафе као 19. Луфтвафе пољска дивизија (касније 19. Луфтвафе штурм дивизија)
- 20. моторизована пешадијска дивизија (касније 20. оклопно-гренадирска дивизија)
- 21. Пешадијска дивизија
- 22. Пешадијска дивизија (касније 22. ваздшно-десантна дивизија, 22. фолск-гренадирска дивизија)
- 23. Пешадијска дивизија (касније 26. оклопна дивизија)
  - Након што је реорганизована као 26. оклопна дивизија неки делови ове дивизије ушли су у састав нове 23. пешадијске дивизије.
- 24. Пешадијска дивизија
- 25. Пешадијска дивизија (касније 25. моторизована пешадијска дивизија, 25. оклопно-гренадирска дивизија)
- 26. Пешадијска дивизија (касније 26. фолкс-гренадирска дивизија)
- 27. Пешадијска дивизија (касније 17. оклопна дивизија)
- 28. Лака пешадијска дивизија (касније 28. Ловачка дивизија)
- Немачка 29. моторизована пешадијска дивизија29. моторизована пешадијска дивизија (касније 29. оклопно-гренадирска дивизија)
- 30. Пешадијска дивизија
- 31. Пешадијска дивизија (касније 31. гренадирска дивизија, 31. фолкс-гренадирска дивизија)
- 32. Пешадијска дивизија
- 33. Пешадијска дивизија (касније 15. оклопна дивизија, 15. оклопно-гренадирска дивизија)
- 34. Пешадијска дивизија
- 35. Пешадијска дивизија (касније 35. фолкс-гренадирска дивизија)
- 36. Пешадијска дивизија (касније 36. моторизована пешадијска дивизија, затим 36. гренадирска дивизија и коначно 36. фолкс-гренадирска дивизија)
- 38. пешадијска дивизија
- 39. пешадијска дивизија (касније 41. тврђавска дивизија, 41. пешадијска дивизија)
- 41. Пешадијска дивизија (некадашња 39. пешадијска дивизија, 41. тврђавска дивизија)
- 42. ловачка дивизија (некадашња 187. резервна дивизија)
- 44. Пешадијска дивизија (касније 44. рајхс-гренадирска дивизија „Хош унд Дојчмајстер")
- 45. Пешадијска дивизија (касније 45. гренадирска дивизија, 45. фолкс-гренадирска дивизија)
- 46. Пешадијска дивизија
- 47. Пешадијска дивизија (некадашња дивизија бр. 156, 156. резервна дивизија; касније 47. фолкс-гренадирска дивизија)
- 48. Пешадијска дивизија (касније 48. фолкс-гренадирска дивизија)
- 49. Пешадијска дивизија
- 50. Пешадијска дивизија
- 52. Пешадијска дивизија (касније 52. пољска школска дивизија, 52. сигурносна дивизија)
- 56. пешадијска дивизија
- 57. пешадијска дивизија
- 58. пешадијска дивизија
- 59. пешадијска дивизија
- 60. пешадијска дивизија (касније 60. моторизована пешадијска дивизија, Оклопно-гренадирска дивизија „Фелдхернхал“ и Оклопна дивизија „Фелдхернхал 1“)
- 61. пешадијска дивизија (касније 61. фолкс-гренадирска дивизија)
- 62. пешадијска дивизија (касније 62. фолкс-гренадирска дивизија)
- 64. пешадијска дивизија
- 65. пешадијска дивизија
- 68. Пешадијска дивизија
- 69. Пешадијска дивизија
- 70. Статична пешадијска дивизија
- 71. Пешадијска дивизија
- 72. Пешадијска дивизија
- 73. Пешадијска дивизија
- 75. Пешадијска дивизија
- 76. Пешадијска дивизија
- 77. Пешадијска дивизија
- 78. Пешадијска дивизија (касније 78. штурм дивизија, 78. гренадирска дивизија, и коначно 78. фолкс-штурм дивизија)
- 79. Пешадијска дивизија (касније 79. фолкс-гренадирска дивизија)
- 80. Пешадијска дивизија
- 81. Пешадијска дивизија
- 82. Пешадијска дивизија
- 83. Пешадијска дивизија
- 84. Пешадијска дивизија
- 85. Пешадијска дивизија
- 86. Пешадијска дивизија
- 87. Пешадијска дивизија
- 88. Пешадијска дивизија
- 89. Пешадијска дивизија
- 90. Лака пепшадијска дивизија (некадашњна дивизија специјалне намене „Африка“, касније 90. лака дивизија „Африка“, 90. оклопно-гренадирска дивизија)
- 91. Пешадијска дивизија (касније 91. Ваздушно-десантна дивизија)
- 92. Пешадијска дивизија
- 93. Пешадијска дивизија
- 94. Пешадијска дивизија
- 95. Пешадијска дивизија (касније 95. фолкс-гренадирска дивизија)
- 96. Пешадијска дивизија
- 97. Лака пешадијска дивизија (касније 97. Ловачка дивизија)
- 98. Пешадијска дивизија
- 99. Лака пешадијска дивизија (касније 7. Брдска дивизија)
- 100. Лака пешадијска дивизија (касније 100. Ловачка дивизија)
- 101. Лака пешадијска дивизија (касније 101. Ловачка дивизија)
- 102. Пешадијска дивизија
- 104. ловачка дивизија
- 106. Пешадијска дивизија
- 110. пешадијска дивизија
- 114. ловачка дивизија
- 117. ловачка дивизија
- 118. ловачка дивизија
- 133. тврђавска дивизија
- Дивизија специјалне намене 140 (такође 9. брдска дивизија)
- 141. резервна дивизија
- 143. резервна дивизија
- 147. резервна дивизија
- 148. резервна дивизија
- 149. школска дивизија
- 150. школска дивизија
- Дивизија бр. 151 (касније 151. резервна дивизија)
- Дивизија бр. 152
- Дивизија бр. 153 (касније 153. резервна дивизија, 153. школска дивизија, 153. гренадирска дивизија)
- Дивизија бр. 154 (касније 154. резервна дивизија, 154. школска дивизија, 154. гренадирска дивизија)
- Дивизија бр. 155 (касније дивизија бр. 155 (мот.), оклопна дивизија бр. 155, 155. резервна оклопна дивизија)
- 155. школска дивизија (касније 155. пешадијска дивизија)
  - Није ни у каквој вези са дивизијом бр. 155.
- Дивизија бр. 156 (касније 156. резервна дивизија, 47. пешадијска дивизија, 47. фолкс-гренадирска дивизија)
- 156. допунска дивизија (касније 156. пешадијска дивизија)
- Дивизија бр. 157 (касније 157. резервна дивизија, 157. брдска дивизија, 8. брдска дивизија)
- Дивизија бр. 158 (касније 158. резервна дивизија)
- Дивизија бр. 159 (касније 159. резервна дивизија, 159. пешадијска дивизија)
- Дивизија бр. 160 (касније 160. резервна дивизија, 160 пешадијска дивизија)
- 162. пешадијска дивизија (касније 162. пешадијска дивизија „Туркестан“, сачињена од страних трупа)
- 163. пешадијска дивизија
- 164. пешадијска дивизија (касније тврђавска дивизија „Крит“ која је подељена у - )
  - Тврђавску бригаду „Крит“
  - 164. лаку дивизију „Африка“
- 165. резервна дивизија
- 166. резервна дивизија
- 167. фолкс-гренадирска дивизија
- 169. пешадијска дивизија
- 170. пешадијска дивизија
- 171. резервна дивизија
- 172. резервна дивизија
- 173. резервна дивизија
- 174. резервна дивизија
- 181. пешадијска дивизија
- 182. резервна дивизија
- 183. фолкс-гренадирска дивизија
- 187. резервна дивизија (касније 42. ловачка дивизија)
- Дивизија бр. 188 (касније 188. резервна брдска дивизија, 188. брдска дивизија)
- 189. резервна дивизија
- 191. резервна дивизија
- 196. пешадијска дивизија
- 198. пешадијска дивизија
- 199. пешадијска дивизија
- 201. сигурносна дивизија
- 203. сигурносна дивизија
- 205. сигурносна дивизија (првобитно 14. ландверска дивизија)
- 206. пешадијска дивизија
- 207. пешадијска дивизија (касније 207. сигурносна дивизија)
- 208. пешадијска дивизија
- 210. дивизија обалске одбране
- 211. фолкс-гренадирска дивизија
- 212. пешадијска дивизија (касније 578. фолкс-гренадирска дивизија, 212. фолкс-гренадирска дивизија)
- 213. сигурносна дивизија
- 214. пешадијска дивизија
- 217. пешадијска дивизија
- 218. пешадијска дивизија
- 221. сигурносна дивизија
- 228. пешадијска дивизија
- 230. дивизија обалске одбране
- 233. оклопно-гренадирска дивизија
- 242. статична пешадијска дивизија
- 243. статична пешадијска дивизија
- 246. фолкс-гренадирска дивизија
- 250. пешадијска дивизија (Плава дивизија, шпанска дивизија у немачкој служби)
- 256. пешадијска дивизија (касније 256. фолкс-гренадирска дивизија)
- 257. фолкс-гренадирска дивизија
- 258. пешадијска дивизија
- 269. пешадијска дивизија
- 270. тврђавска пешадијска дивизија
- 271. фолкс-гренадирска дивизија
- 272. фолкс-гренадирска дивизија
- 274. статична пешадијска дивизија
- 275. пешадијска дивизија
- 276. фолкс-гренадирска дивизија
- 277. пешадијска дивизија (касније 277. фолкс-гренадирска дивизија)
- 280. тврђавска пешадијска дивизија
- 281. сигурносна дивизија (касније 281. пешадијска дивизија)
- 285. сигурносна дивизија
- 286. сигурносна дивизија
- 291. пешадијска дивизија
- 295. пешадијска дивизија (касније 295. тврђавска пешадијска дивизија)
- 302. статична пешадијска дивизија (касније 302. пешадијска дивизија)
- 320. фолкс-гренадирска дивизија
- 325. сигурносна дивизија
- 326. пешадијска дивизија (касније 326. фолкс-гренадирска дивизија)
- 331. пешадијска дивизија
- 332. статична пешадијска дивизија (касније 332. пешадијска дивизија)
- 334. пешадијска дивизија
- 337. фолкс-гренадирска дивизија
- 340. фолкс-гренадирска дивизија
- 344. Статична пешадијска дивизија (касније 344. Пешадијска дивизија)
- 345. Моторизована пешадијска дивизија
- Немачка 347. Фолксгранадирска дивизија
- 349. Фолксгранадирска дивизија
- 352. Пешадијска дивизија (касније 352. Фолксгранадирска дивизија)
- 361. Фолксгранадирска дивизија
- 363. Фолксгранадирска дивизија
- 381. наставна дивизија
- 382. наставна дивизија
- 386. моторизована пешадијска дивизија
- 388. наставна дивизија
- 389. статична пешадијска дивизија
- 390. сигурносна дивизија
- 390. наставна дивизија
- 391. сигурносна дивизија
- 391. наставна дивизија
- 402. наставна дивизија
- 403. сигурносна дивизија
- 444. сигурносна дивизија
- 454. сигурносна дивизија
- 462. фолск-гренадирска дивизија
- 562. резервна дивизија
- 541. гренадирска дивизија (касније 541. фолкс-гренадирска дивизија)
- 542. гренадирска дивизија (касније 542. фолкс-гренадирска дивизија)
- 543. гренадирска дивизија
- 544. гренадирска дивизија (касније 544. фолкс-гренадирска дивизија)
- 545. гренадирска дивизија (касније 545. фолкс-гренадирска дивизија)
- 546. гренадирска дивизија
- 547. гренадирска дивизија (касније 547. фолкс-гренадирска дивизија)
- 548. гренадирска дивизија (касније 548. фолкс-гренадирска дивизија)
- 549. гренадирска дивизија (касније 549. фолкс-гренадирска дивизија)
- 550. гренадирска дивизија
- 551. гренадирска дивизија (касније 551. фолкс-гренадирска дивизија)
- 552. гренадирска дивизија
- 553. гренадирска дивизија (касније 553. фолкс-гренадирска дивизија)
- 558. гренадирска дивизија (касније 558. фолкс-гренадирска дивизија)
- 559. гренадирска дивизија (касније 559. фолкс-гренадирска дивизија)
- 560. гренадирска дивизија (касније 560. фолкс-гренадирска дивизија)
- 561. гренадирска дивизија „Острупен 1“ (касније 561. фолкс-гренадирска дивизија)
- 562. гренадирска дивизија „Острупен 2“ (касније 562. фолкс-гренадирска дивизија)
- 563. гренадирска дивизија (касније 563. фолкс-гренадирска дивизија)
- 564. гренадирска дивизија (касније 564. фолкс-гренадирска дивизија)
- 565. фолкс-гренадирска дивизија
- 566. фолкс-гренадирска дивизија
- 567. фолкс-гренадирска дивизија
- 568. фолкс-гренадирска дивизија
- 569. фолкс-гренадирска дивизија
- 570. фолкс-гренадирска дивизија
- 571. фолкс-гренадирска дивизија
- 572. фолкс-гренадирска дивизија
- 573. фолкс-гренадирска дивизија
- 574. фолкс-гренадирска дивизија
- 575. фолкс-гренадирска дивизија
- 576. фолкс-гренадирска дивизија
- 577. фолкс-гренадирска дивизија
- 578. фолкс-гренадирска дивизија (некадашња 212. пешадијска дивизија; касније 212. фолкс-гренадирска дивизија)
- 579. фолкс-гренадирска дивизија
- 580. фолкс-гренадирска дивизија
- 581. фолкс-гренадирска дивизија
- 582. фолкс-гренадирска дивизија
- 583. фолкс-гренадирска дивизија
- 584. фолкс-гренадирска дивизија
- 585. фолкс-гренадирска дивизија
- 586. фолкс-гренадирска дивизија
- 587. фолкс-гренадирска дивизија
- 588. фолкс-гренадирска дивизија
- 702. статична пешадијска дивизија
- 708. статична пешадијска дивизија (касније 708. обалска одбрамбена дивизија, 708. фолкс-гренадирска дивизија)
- 709. статична пешадијска дивизија
- 710. статична пешадијска дивизија
- 716. статична пешадијска дивизија (касније 716. фолкс-гренадирска дивизија)
- 719. пешадијска дивизија
- Дивизија бр. 805
- 999. лака дивизија „Африка“

#### Дивизије по имену
- Führer Begleit Division пратећи батаљон формиран за заштиту Хитлеровог штаба на Источном фронту.
- Гренадирска дивизија „Фирер“
- Оклопно-гренадирска дивизија „Бранденбург“
- Оклопно-гренадирска дивизија „Фелдхернхал“ (некадашња 60. пешадијска дивизија, 60. моторизована пешадијска дивизија; касније оклопна дивизија „Фелдхернхал 1")
- Оклопно-гренадирска дивизија „Велика Немачка“
- Гренадирска дивизија „Лер“, није ни у каквој вези са „Панцер Лер“ дивизијом.
- Ловачка дивизија „Алпен“

### Брдске дивизије
- 1. брдска дивизија
- 2. брдска дивизија
- 3. брдска дивизија
- 4. брдска дивизија
- 5. брдска дивизија
- 6. брдска дивизија
- 7. брдска дивизија (некадашња 99. лака пешадијска дивизија)
- 8. брдска дивизија (некадашња дивизија бр. 157, 157. резервна дивизија, 157. брдска дивизија)
- 9. брдска дивизија (некадашња дивизија „Сенка“ Steiermark и 140. специјална дивизија)
- 188. брдска дивизија (некадашња дивизија бр. 188, 188. резервна брдска дивизија)

### Скијашка дивизија
- 1. скијашка дивизија

### Коњичке дивизије
Према Дејвису, коњичке дивизије представљале су пешадију на коњима док је козачка дивизија била класична коњичка дивизија формирана по угледу на руске коњичке дивизије.
- 1. коњичка дивизија (касније 24. Оклопна дивизија)
- 3. коњичка дивизија
- 4. коњичка дивизија
- Козачка коњичка дивизија

### Ландвердивизије
- 14. Ландвер дивизија (касније 205. пешадијска дивизија)
- 97. Ландвер дивизија

### Артиљеријске дивизије
- 18. артиљеријска дивизија (некадашњна 18. оклопна дивизија)
- 309. артиљеријска дивизија
- 310. артиљеријска дивизија
- 311. артиљеријска дивизија
- 312. артиљеријска дивизија

### Тврђавске дивизије по имену
- Тврђавска дивизија „Данциг“
- Тврђавска дивизија „Франкфурт/Одра“
- Тврђавска дивизија „Готенхафен“
- Тврђавска дивизија „Крит“ (некадашњна 164. пешадијска дивизија „Африка")
- Тврђавска дивизија „Шћећин“
- Тврђавска дивизија „Швинемунде“
- Тврђавска дивизија „Варшава“

### Школске дивизије по имену
- Школска дивизија „Бајерн“
- Школска дивизија „Курланд“
- Школска дивизија „Норд“

### Пољске допунске дивизије
- Немачка пољска допунска дивизија А
- Немачка пољска допунска дивизија Б
- Немачка пољска допунска дивизија Ц
- Немачка пољска допунска дивизија Д
- Немачка пољска допунска дивизија Е
- Немачка пољска допунска дивизија Ф

## Дивизије Морнарице

### Дивизије морнаричке пешадије
- 1. дивизија морнаричке пешадије
- 2. дивизија морнаричке пешадије
- 3. дивизија морнаричке пешадије
- 11. дивизија морнаричке пешадије
- 16. дивизија морнаричке пешадије
- Дивизија морнаричке пешадије „Готенхафен“

## Луфтвафе

### Дивизија „Херман Геринг“
Војна јединица „Херман Геринг“ је током рата нарасла од једног полицијског одељења до читавог оклопног корпуса. Каснија ознака падобранска (Fallschirm) коју је ова дивизија носила имала је чисто почасно значење.
- Дивизија „Херман Геринг“ (касније оклопна дивизија "Херман Геринг", Падобранска оклопна дивизија "1 Херман Геринг")
- Падобранска оклопно-гренадирска дивизија "2 Херман Геринг“

### Падобранске дивизије
Како би се постојање ове дивизије сачувало у тајности, прва немачка ваздушно-десантна дивизија је добила назив „летачка“ (Flieger) дивизија из серије дивизија „Луфтвафе“ које су биле део ратног ваздухопловства, а не копнених снага:
- 7. „летачка“ дивизија (често се преводи и као 7. ваздушна дивизија)

Дивизија је касније реогранизована и постала је основа за формирање читаве серије ваздушно-десантних дивизија. Иако под називом „падобранске“ (Fallschirmjäger) дивизије, већина ових дивизија није прошла падобранску обуку већ су се током рата бориле као класичне пешадијске дивизије. Што је био нижи број дивизије, она је имала елитнији статус, док је квалитет дивизија опадао са повећањем броја у њеној ознаци. 
- 1. падобранска дивизија (априла 1943. године, 7. летачка дивизија је преименована у 1. падобранску)
- 2. падобранска дивизија
- 3. падобранска дивизија
- 4. падобранска дивизија
- 5. падобранска дивизија
- 6. падобранска дивизија
- 7. падобранска дивизија (некадашња „Група Едерман“, ad hoc групација Луфтвафе јединица на западном фронту)
- 8. падобранска дивизија
- 9. падобранска дивизија
- 10. падобранска дивизија
- 11. падобранска дивизија (њено формирање је започело у марту 1945. године, али није завршено због чега је у борбама учествовала само као борбена група)
- 20. падобранска дивизија
- 21. падобранска дивизија

### Ваздухопловне пољске дивизије
Ваздухопловне пољске дивизије биле су обичне пешадијске дивизије које су у завршним годинама рата, услед недостатка људства, формиране од припадника немачког ратног ваздухопловства. Првобитно су биле под командом Луфтвафе али су касније стављене под команду немачке копнене армије али су у свом имену задржале назнаку Луфтвафе како би се разликовале од дивизија са истим бројем које су већ постојале у немачкој војсци. 
- 1. Ваздухопловна пољска дивизија
- 2. Ваздухопловна пољска дивизија
- 3. Ваздухопловна пољска дивизија
- 4. Ваздухопловна пољска дивизија
- 5. Ваздухопловна пољска дивизија
- 6. Ваздухопловна пољска дивизија
- 7. Ваздухопловна пољска дивизија
- 8. Ваздухопловна пољска дивизија
- 9. Ваздухопловна пољска дивизија
- 10. Ваздухопловна пољска дивизија
- 11. Ваздухопловна пољска дивизија
- 12. Ваздухопловна пољска дивизија
- 13. Ваздухопловна пољска дивизија
- 14. Ваздухопловна пољска дивизија
- 15. Ваздухопловна пољска дивизија
- 16. Ваздухопловна пољска дивизија
  - Накнадно стављена под команду Хера као 16. Луфтвафе пољска дивизија (касније 16. фолкс-гренадирска дивизија)
- 17. Ваздухопловна пољска дивизија
- 18. Ваздухопловна пољска дивизија
- 19. Ваздухопловна пољска дивизија (касније 19. Ваздухопловна јуришна дивизија)
  - Накнадно стављена под команду Хера као 19. гренадирска дивизија (касније 19. фолкс-гренадирска дивизија)
- 20. Ваздухопловна пољска дивизија (касније 20. Ваздухопловна јуришна дивизија)
- 21. Ваздухопловна пољска дивизија (некадашњна „Еуген Мејндл“ дивизија, ad hoc групација састављена од различитих јединица Луфтвафе)
- 22. Ваздухопловна пољска дивизија Никада није званично формирана већ су јединице њој намењене по потреби придодате другим дивизијама.

### Тренажне дивизије
- Немачка 1. Луфтвафе Тренажна дивизија
- Немачка Падобранска Тренажна и Резервна дивизија

### Противваздушне дивизије
Назив противваздушна дивизија није означавао класичну дивизију копнене војске већ се користио за означавање штабова и пратећег особља које је командовало и руковало групацијама против-авионског оруђа.
- 1. Противваздушна дивизија
- 2. Противваздушна дивизија
- 3. Противваздушна дивизија
- 4. Противваздушна дивизија
- 5. Противваздушна дивизија
- 6. Противваздушна дивизија
- 7. Противваздушна дивизија
- 8. Противваздушна дивизија
- 9. Противваздушна дивизија (у потпуности уништена у Стаљинградској бици)
- 10. Противваздушна дивизија
- 11. Противваздушна дивизија
- 12. Противваздушна дивизија
- 13. Противваздушна дивизија
- 14. Противваздушна дивизија
- 15. Противваздушна дивизија
- 16. Противваздушна дивизија
- 17. Противваздушна дивизија
- 18. Противваздушна дивизија
- 19. Противваздушна дивизија
- 20. Противваздушна дивизија
- 21. Противваздушна дивизија
- 22. Противваздушна дивизија
- 23. Противваздушна дивизија
- 24. Противваздушна дивизија
- 25. Противваздушна дивизија
- 26. Противваздушна дивизија
- 27. Противваздушна дивизија
- 28. Противваздушна дивизија
- 29. Противваздушна дивизија
- 30. Противваздушна дивизија
- 31. Противваздушна дивизија

## Waffen-SSдивизије
Све дивизије Вафен-СС припадају истој серији, без обзира на тип. Оне које у свом називу имају ознаку националности биле су састављење од људства које је барем номинално било те националности. Многе од дивизија које су означене вишим бројевима биле су заправо мање борбене групе (Kampfgruppen) које су само по имену биле дивизије.
- 1. СС оклопна дивизија „Телесна гарда Адолфа Хитлера“ (Leibstandarte Adolf Hitler)
- 2. СС оклопна дивизија „Рајх“ (Das Reich)
- 3. СС оклопна дивизија „Мртвачка глава“ (Totenkopf)
- 4. СС полицијска панцергренадирска дивизија
- 5. СС оклопна дивизија „Викинг“ (Wiking)
- 6. СС брдска дивизија „Север“ (Nord)
- 7. СС добровољачка брдска дивизија „Принц Еуген“ (Prinz Eugen)
- 8. СС коњичка дивизија „Флоријан Гајер“ (Florian Geyer)
- 9. СС оклопна дивзиија „Хохенстауфен“ (Hohenstaufen)
- 10. СС оклопна дивизија „Фрундсберг“ (Frundsberg)
- 11. СС добровољачка панцергренадирска дивизија „Северна земља“ (Nordland)
- 12. СС оклопна дивизија „Хитлерова омладина“ (Hitler Jugend)
- 13. СС брдска дивизија „Ханџар“ (Handschar), (1. хрватска)
- 14. СС гренадирска дивизија, (1. галицијска)
- 15. СС гренадирска дивизија, (1. летонска)
- 16. СС панцергренадирска дивизија „СС рајхсфирер“
- 17. СС панцергренадирска дивизија „Гоц фон Берлишинген“ (Götz von Berlichingen)
- 18. СС добровољачка панцергренадирска дивизија „Хорст Весел“ (Horst Wessel)
- 19. СС гренадирска дивизија (2. летонска)
- 20. СС панцергренадирска дивизија (1. естонска)
- 21. СС брдска дивизија „Скендербег“ (Skanderbeg), (1. албанска)
- 22. СС добровољачка коњичка дивизија „Марија Тереза“ (Maria Theresa)
- 23. СС брдска дивизија „Кама“ (2. хрватска)
- 24. СС брдска дивизија (Karstjäger)
- 25. СС гренадирска дивизија „Хуњади“ (1. мађарска)
- 26. СС гренадирска дивизија (2. мађарска)
- 27. СС добровољачка гренадирска дивизија „Лангемарк“ (1. фламанска)
- 28. СС добровољачка гренадирска дивизија „Валонци“
- 29. СС гренадирска дивизија (1. руска)
- 30. СС гренадирска дивизија (2. руска)
- 31. СС добровољачка гренадирска дивизија
- 32. СС добровољачка гренадирска дивизија "30. јануар“
- 33. СС коњичка дивизија (3. мађарска)
- 33. СС гренадирска дивизија „Шарлемањ“ (1. француска)
- 34. СС добровољачка гренадирска дивизија (Landstorm Nederland)
- 35. СС полицијска гренадирска дивизија
- 36. СС гренадирска дивизија
- 37. СС добровољачка коњичка дивизија „Луцов“ (Lutzow)
- 38. СС гренадирска дивизија „Нибелунзи“ (Nibelungen)

Такође Оклопна дивизија „Кемпф“, привремена јединица састављена од делова јединица Хера и Вафен-СС.